# 下真桑村
下真桑村（しもまくわむら）は、かつて岐阜県本巣郡に存在した村である。現在の本巣市下真桑に該当する。

## 歴史
- 江戸時代、この地域は天領であった。
- 1889年（明治22年）7月1日 - 町村制により下真桑村が発足。
- 1897年（明治30年）4月1日 - 上真桑村・軽海村・小柿村・十四条村・宗慶村と合併し、真桑村が発足。同日下真桑村廃止。

## 教育
- 真桑尋常小学校 （現・本巣市立真桑小学校）